# Фордонђанус
Фордонђанус је насеље у Италији у округу Ористано, региону Сардинија.
Према процени из 2011. у насељу је живело 910 становника. Насеље се налази на надморској висини од 42 м.

## Становништво
Према резултатима пописа становништва 2011. у општини је живело 939 становника.
| 1951. | 1961. | 1971. | 1981. | 1991. | 2001. | 2011. |
| ----- | ----- | ----- | ----- | ----- | ----- | ----- |
| 1.671 | 1.623 | 1.444 | 1.296 | 1.176 | 1.057 | 939   |

## Партнерски градови
- Samoëns